# Эчмиадзинская битва (1804)
Эчмиадзинская битва — одно из сражений во время Русско-персидской войны 1804—1813 годов, произошедшее 20—23 июня (2—5 июля) 1804 года. 
Русский отряд численностью в 4080 человек, включая грузинских и армянских добровольцев, под командованием генерала от инфантерии П. Д. Цицианова двинулись на Эривань. Персидская армия численностью от 18 до 20 тыс. человек под командованием наследного принца Аббаса-Мирзы и опозиционного грузинского царевича Александра Багратиони (Александр-Мирза) встретила его близ Эчмиадзинского монастыря. В ходе битвы русский отряд при поддержке перешедшей на их сторону значительной части шамсаддинлунской конницы нанёс персидской армии сокрушительное поражение.
Несмотря на свою победу, Цицианов не решился штурмовать Эчмиадзинский монастырь и продолжил наступление на Эривань. Ввиду того, что монастырь не был взят русскими, некоторые исследователи оценивают итог сражения как победу иранцев или без определённых результатов.

## Предшествующие события
В 1801 году, Картли-Кахетия (восточная Грузия), вошла в состав Российской империи. Персы считали, что этот регион, на протяжении веков был частью Ирана. В 1802 году Павел Цицианов был назначен новым русским наместником на Кавказе. В январе 1804 года Цицанов начал военную кампанию в Закавказье, осадив Гянджу. Через месяц русские взяли Гянджу, что спровоцировало войну России и Персии.
После взятия Гянджи, следующей целью Цицианов выбрал Эривань. 15 июня русский отряд, состоявший из 9 батальонов гренадер, мушкетёр и егерей; 3 эскадронов драгун, и несколько сотен казаков и грузинской милиции (Кавказского гренадерского, Саратовского мушкетёрского, Тифлисского и 9-го егерских полков; Нарвского драгунского полка, линейных и донских казаков), общей численностью 4080 человек при 12 орудиях под началом генерала от инфантерии П. Д. Цицианова выступил из Гянджи на Эривань. В пути Цицианов получил сведения о выдвижении из под Тавриза в сторону Эривани персидских войск численностью до 40 тыс. человек под началом Аббас-Мирзы и ускорил марш.
Во время движения русского отряда персы не предпринимали против него никаких действий, хотя периодически виднелись их маяки. Между тем, отряду приходилось передвигаться по гористой, каменистой и безводной местности в чрезвычайно жаркую погоду. Пройдя 19 июня 30 вёрст, по левую сторону от него показался большой персидский лагерь, а по правую сторону — видна была речка, вдоль которой простиралась обширная местность, удобная для расположения лагеря. Однако Цицианов спешил занять Эчмиадзинский монастырь раньше Аббас-Мирзы и от туда вести переговоры с эриванским ханом Мухаммедом.
Когда по прошествии в тот день 44 версты до Эчмиадзинского монастыря оставалось около 8 вёрст, передовые части русского отряда услышали колокольный звон. П. Д. Цицианов воспринял его за приготовление к «торжественной встрече» и, рассчитывая занять монастырь раньше персидских войск, направил к нему авангард, состоявший из линейных казаков и грузинской милиции под началом генерал-майора С. А. Портнягина. Однако к тому времени его уже успели занять до 400 персов, которые, подпустив русский авангард ближе к садам, открыли по нему из засад перекрёстный огонь из ружей и фальконетов. Спешившись, казаки и милиция оттеснили персов до стен монастыря, однако занятие монастыря было отложено на следующий день, так как из-за сильного изнурения солдат колонна растянулась до 10 вёрст и на бивак к тому времени прибыло от каждого батальона только по человек 60 при знамёнах.
В тот же день русский отряд расположился лагерем близ монастыря на расстоянии пушечного выстрела от него. Цицианов вынужден был посылать драгун и казаков подбирать усталых. При этих обстоятельствах отряд собрался в лагере только к полуночи, а обозы на следующий день.
20 июня к монастырю успел подойти персидский корпус от 18 до 20 тыс. человек во главе с Аббас-Мирзой в сопровождении Александра Багратиони (Александр-Мирза) и занял выгодные позиции у реки Арпачай.

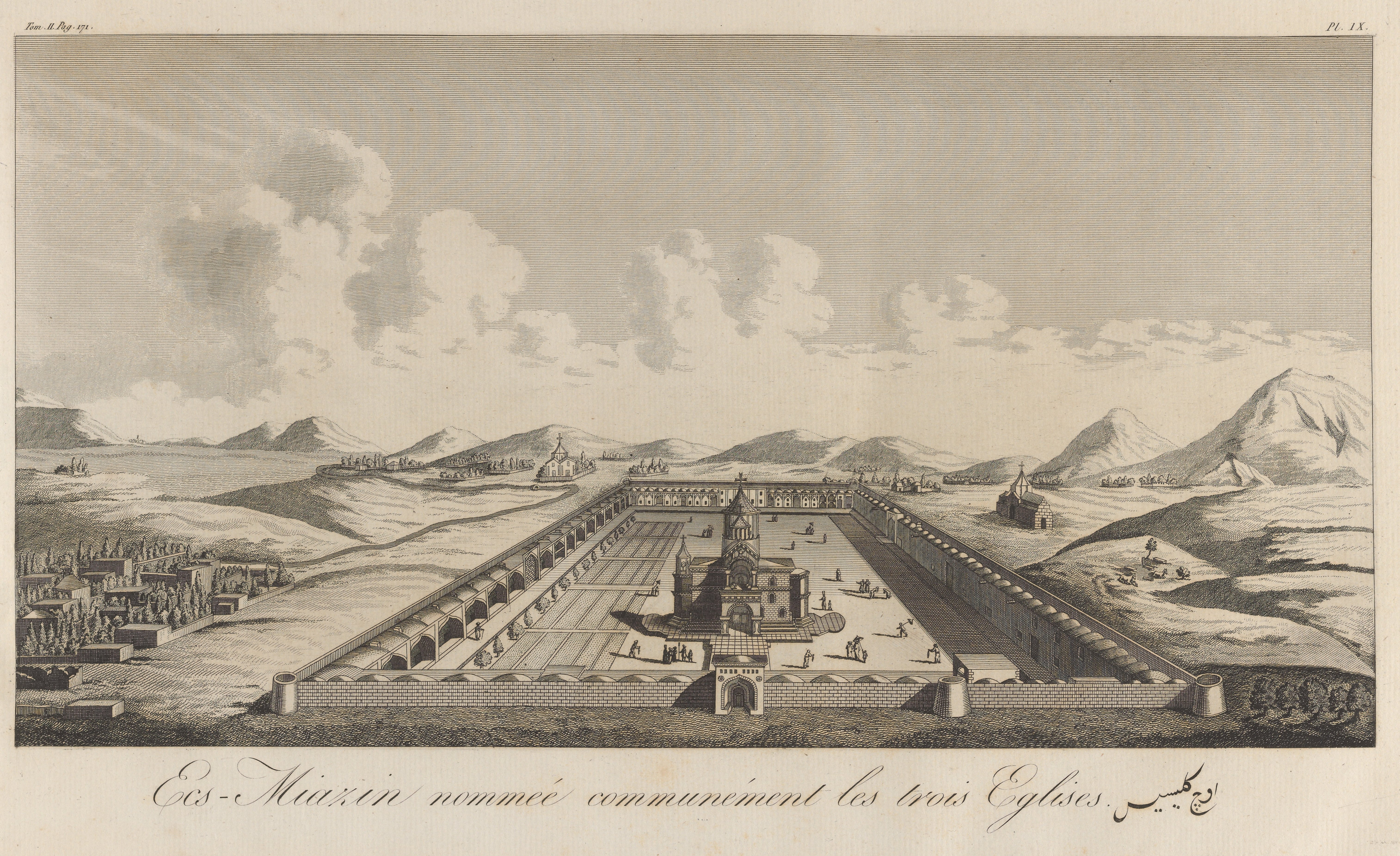
Гравюра XVII века с изображением территории Эчмиадзинского монастыря
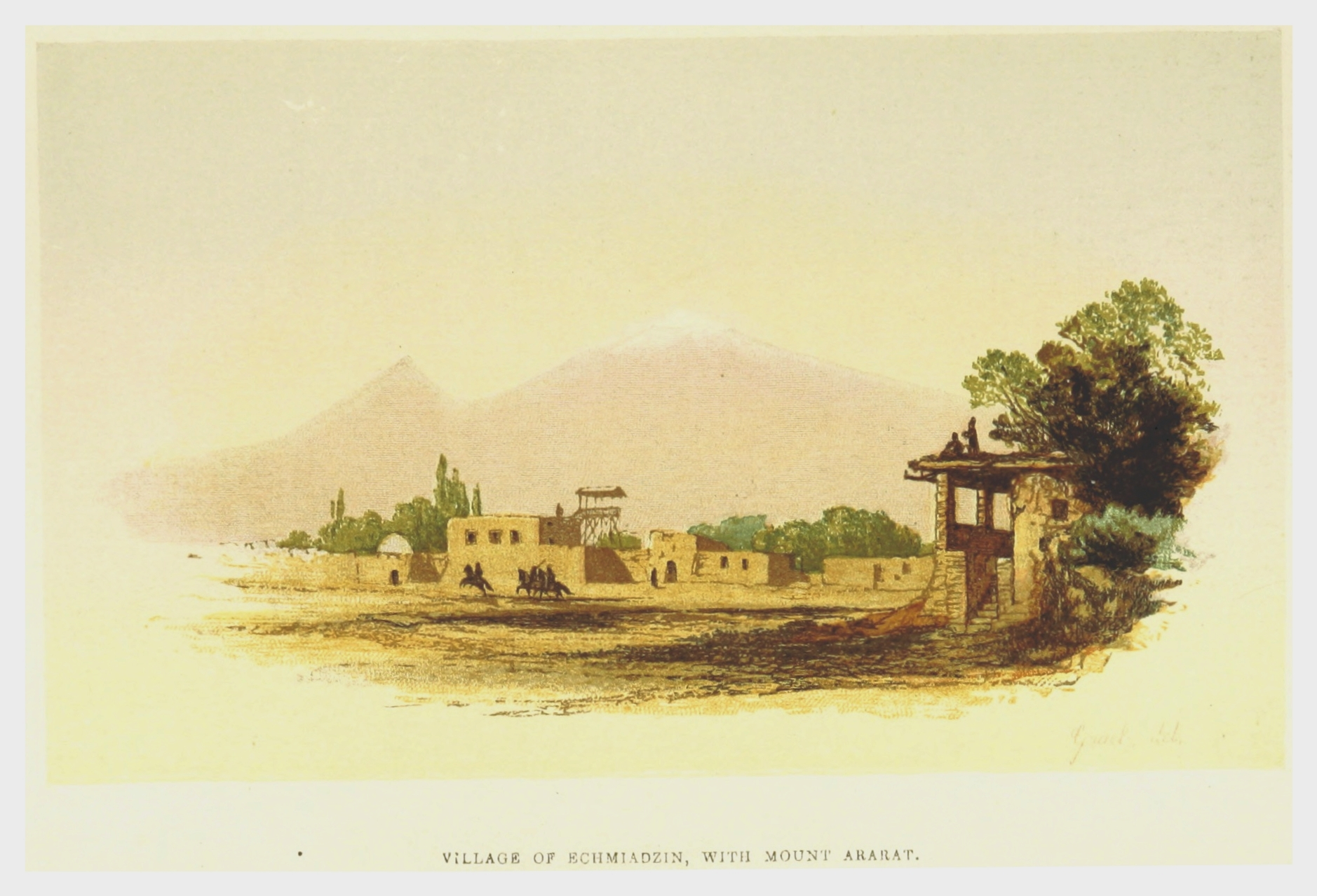
August von Haxthausen. Эчмиадзин, середина XIX века
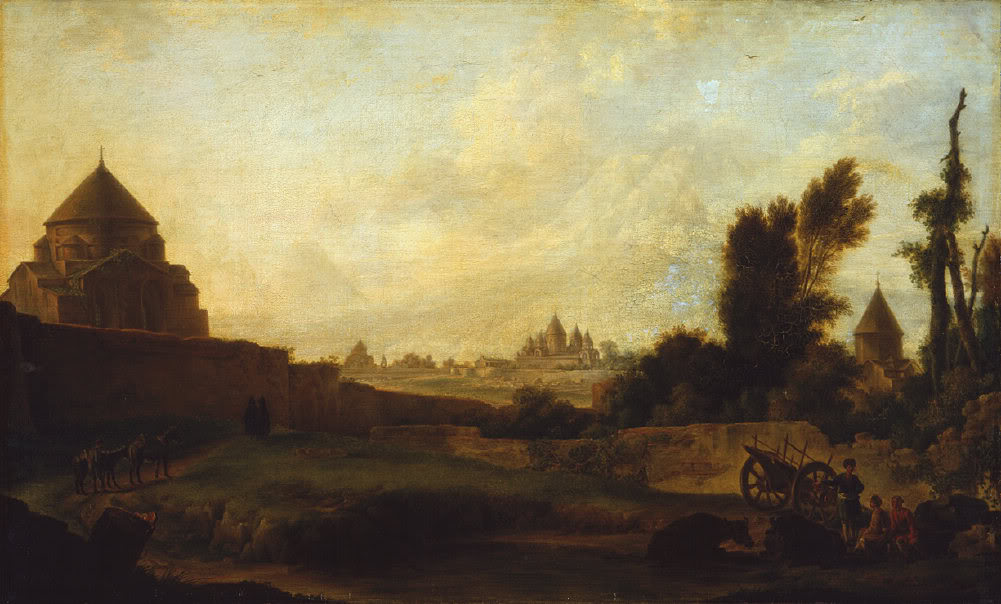
М.В. Иванов. Изображение церквей Эчмиадзина, начало XIX dtrf
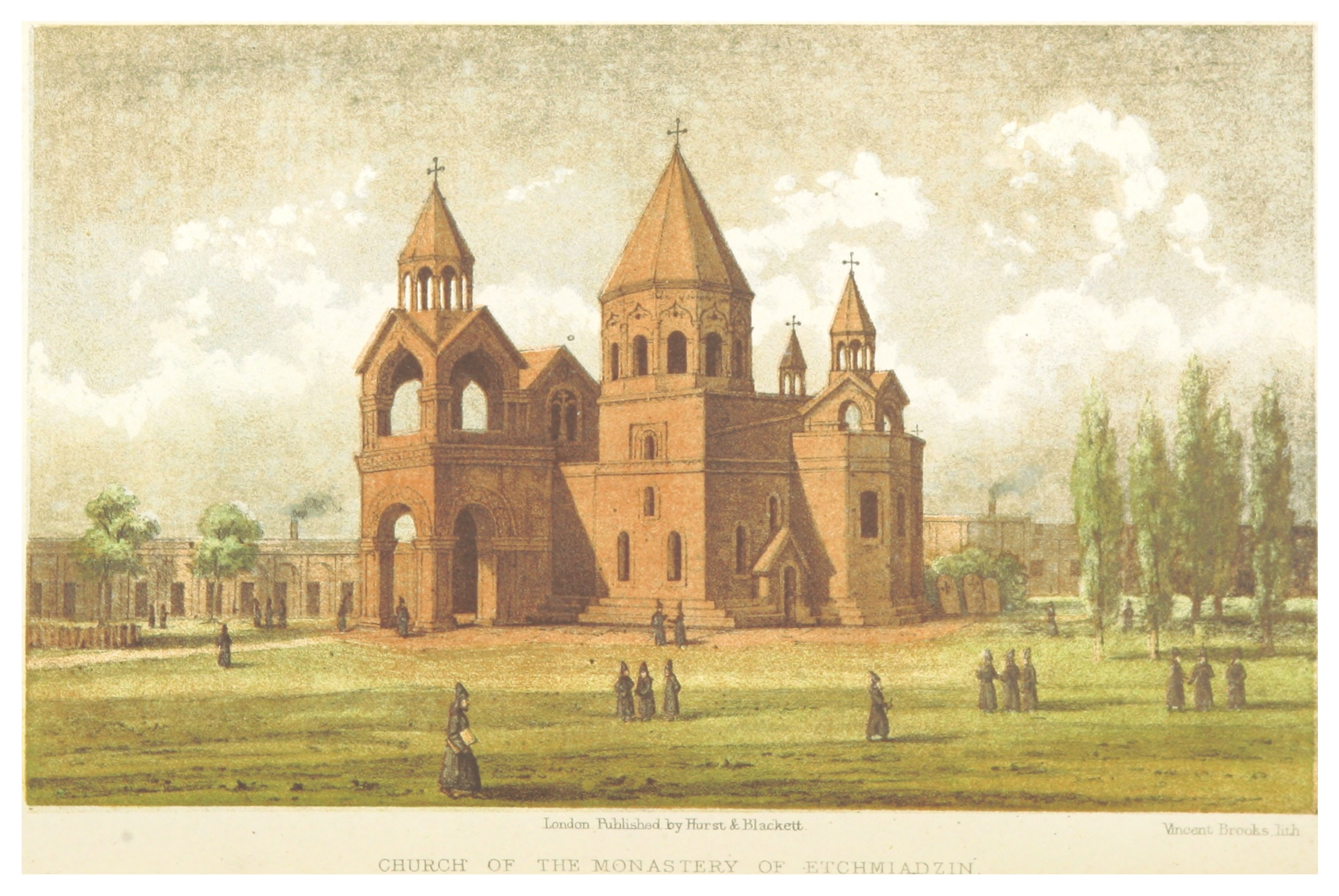
Эчмиадзинский кафедральный собор, гравюра середины XIX века

## Битва
На рассвете 20 июня, когда ещё не весь русский обоз подошёл к лагерю и вокруг него ещё не был устроен вагенбург, с окружавших Эчмиадзинский монастырь высот персидская конница семью колоннами устремилась на русский лагерь. Цицианов, построив пехоту в четыре каре и расположив между ними конницу, повёл отряд навстречу неприятелю. Встреченные огнём занимавших выгодные высотки русских орудий и двух выдвинутых вперёд каре пехоты генерал-майора С. А. Портнягина, персидская конница отхлынула назад и, обходя русские фланги, направилась на их лагерь.
На правом фланге русских группа гренадер под началом унтер-офицера Вернера, успевшая к тому времени занять позиции у водяной мельнице, произвела ружейный залп во фланг персидской коннице. Последняя в замешательстве на время остановилась, что дало время генерал-майору С. А. Тучкову занять оборону и установить артиллерию у самого лагеря. Когда персидская конница продолжила атаку, по ней был открыт картечный огонь, после чего она, понеся потери, в беспорядке повернула назад.
На левом фланге персидская конница между двух русских каре прорвала и опрокинула драгун и ворвалась в лагерь преследуя их. Последние «едва успели спасти свои штандарты, которые отвезли в каре кавказских гренадер». Отбивший на правом фланге атаку Тучков отрядил на помощь левому флангу добровольцев из гренадер, которые штыками совместно с драгунами большими усилиями выбили неприятеля из лагеря. Персам удалось захватить и вывезти из русского лагеря несколько палаток и артельную повозку.
В результате 10-часового сражения 20 июня персы были отбиты на всех направлениях. Аббас-Мирза тщетно пытался остановить отступающих персов, но те остановились только на расстоянии недосягаемости русских орудий.
Вечером того же дня, когда русские уже расположились на отдых, из аванпостов дали знать, что на русскую позицию по лощине несётся «какой-то отряд кавалерии», и в главном карауле ударили тревогу. Вскоре увидели, что это «несётся» преследуемая персидской конницей часть Нарвского драгунского полка со знамёнами и литаврами, которая не успела присоединиться к своему полку. Стрелки из Кавказского гренадерского полка засели в лощине и, пропустив мимо себя драгун, ружейным огнём остановили преследовавшую их персидскую конницу.
На следующий день 21 июня после многодневного беспрерывного марша и последовавшего за ним 10-часового сражения Цицианов счёл необходимым дать солдатам отдых. Персы в последующие три дня не приближались ближе самого дальнего орудийного выстрела.
Между тем, персы запрудили канавы и отвели воду, поступавшую в русский лагерь. В разных местах продолжали происходить небольшие стычки, как правило в результате добычи русскими кормов и воды.
22 июня персы предприняли попытку овладеть находившимся близ русского лагеря курганом, однако были отбиты занимавшей его командой из 9-го егерского полка. В ночь на 23 июня на нём был сооружён редут.
На четвёртый день 23 июня Цицианов перешёл от занимаемой им, преимущественно, оборонительной позиции к активным действиям и неожиданно атаковал персов. Последние повели яростную атаку на русских тремя колоннами, но в критический момент значительная часть шамсаддинлунской конницы перешла на сторону русских. В результате предательства Аббас-Мирза вынужден был отступить к Эривани.

## Последствия
После сражения Цицианов снова двинулся на Эривань. Иранцы, пережившие внезапное нападение, перегруппировались и смогли принять участие в последовавшей обороне Эривани.